# Geoffrey A. Landis
Geoffrey Alan Landis (Detroit, Michigan, 1955. május 18. –) amerikai tudós, többszörös Hugo- és Nebula-díjas science fiction író, költő.

## Élete
Gyermek- és ifjúkorát New Jersey, Pennsylvania és Illinois államokban töltötte. A 70-es évek végén a Massachusetts Institute of Technology (MIT) hallgatójaként fizikus és elektromérnöki diplomát szerzett, majd 1988-ban PhD fokozatot szilárdtestfizikából a Brown Egyetemen. 
Ezután az Ohio Aerospace Institute munkatársa lett. Jelenleg a NASA John Glenn Kutatóközpontjában dolgozik, itt tagja volt többek között a Mars Pathfinder küldetésben részt vevő Mars Exploration Rover teamnek. Másik kutatási területe a csillagközi utazás. 2008-ig több mint 300 tudományos publikációja jelent meg, többek közt az asztronautika és a napelemek témájában. Jelenleg az Ohio állambeli Berea-ben él feleségével, az író Mary A. Turzillo-val, valamint Lurker és Sam nevű macskájukkal.
A 80-as évek elején kezdett el írni. Első művét, az Elemi erők (Elemental) című novellát 1984 decemberében publikálta, ezt rögtön Hugo-díjra jelölték. Számos rövid írása mellett egy regénye és két novelláskötete jelent meg. A Séta a napsütésban (A Walk in the Sun) és a Zuhanás a Marsra (Falling Onto Mars) című elbeszélése Hugo-díjat, a Ripples in the Dirac Sea című elbeszélése pedig Nebula-díjat nyert. Magyarul hat novellája jelent meg, a Galaktikában és az Átjáró Magazinban.

## Művei

### Regény
- Mars Crossing (2000)

### Novellagyűjtemények
- Myths, Legends, and True History (1991)
- Impact Parameter and Other Quantum Realities (2001)

### Novellák
- Elemental (Elemi erők) (1984)
- Dinosaurs (1985)
- Stroboscope (1986)
- Vacuum States (1988)
- Jamais Vu (1988)
- Shards (1988)
- Now You See It (1988)
- The River of Air, the Ocean of Sky (1988)
- Ripples in the Dirac Sea (1988)
- Sundancer Falling (1989)
- True Confessions (1989)
- Projects (1990)
- The Tale of the Brahmin's Wife (1990)
- The City of Ultimate Freedom (1990)
- Realm of the Senses (1990)
- Paradigms of Change (1991)
- A Long Time Dying (A Love Story in Twelve Cantos)  (1991)
- A Walk in the Sun (Séta a napsütésben (novella)) (1991)
- Laboratory Procedure (1991)
- The Tale of the Fish Who Loved a Bird (1991)
- One Big Wish (1991)
- In the Land of Purple Flowers (1992)
- Embracing the Alien (1992)
- Impact Parameter (1992)
- The Cost of Styxite (1993) (Jorj Strumolo-val)
- In the Year of Purple Flowers (1993)
- Dead Right (1993)
- Beneath the Stars of Winter (1993)
- The Boy Who Wanted To Be A Hero (1993)
- Out of Their Element (1993) (Jorj Strumolo-val)
- In the Hole with the Boys with the Toys (1993)
- The Kingdom of Cats and Birds (1994)
- What We Really Do at NASA (1994)
- Topology of the Loophole (1994)
- The Singular Habits of Wasps (A darazsak egyedülálló szokásai) (1994)
- What We Really Do Here at NASA (1994)
- A Quiet Evening by Gaslight (1994)
- Tales of the Fish Who Loved a Bird (1995)
- The Meetings of the Secret World Masters (1995)
- Time Prime (1995)
- Long Term Project: Report to the Great Council of Cockroaches (1995)
- Rorvik's War (1995)
- Across the Darkness (1995)
- Great Shakes (1995)
- Dark Lady (1995)
- Farthest Horizons (1996)
- Hot Death on Wheels (1996)
- The Last Sunset (1996)
- Turnover (1997)
- Invasion of Privacy (1997)
- Ouroboros (1997)
- Ecopoiesis (1997)
- Winter Fire (1997)
- Snow (1998)
- Approaching Perimelasma (Perimelazma-közelben) (1998)
- Invasions of Privacy (1998)
- Outsider's Chance (1998)
- Interview with an Artist (1999)
- The Leaning Towers of Venice (1999)
- Into the Blue Abyss (1999)
- A Blaster-bolt's No Way to Say Goodbye (2000)
- A History of the Human and Post-Human Species (2000)
- Avatars in Space (2000)
- Shooting the Moon (2001)
- Mirusha (2001)
- The Secret Egg of the Clouds (2001)
- The Long Chase (Hosszú hajsza) (2002)
- Old Tingo's Penis (2002)
- At Dorado (A hűtlen) (2002)
- Falling Onto Mars (Zuhanás a Marsra) (2002)
- Turing Test (2002)
- The Eyes of America (2003)
- The Time-Travel Heart (2003)
- Cowzilla (2003)
- Rules of Engineering Projects (2004)
- The Resonance of Light (2004) (mint Geoffrey Landis)
- Perfectible (2004)
- Betting on Eureka (2005)
- Lazy Taekos (2006)
- Derelict (2006)
- Vectoring (2007)
- The Man in the Mirror (2008)
- Still on the Road (2008)

### Költemények
- The Einstein We Never Knew (1990)
- The City of Fat and Jolly Poets (1990)
- & June & Croon (1991)
- A Month of Sundays (1991)
- In the Future They Will Get Us Confused (1991)
- To Live in Hell (1991)
- Albert and Mileva (1992)
- The Surface of Venus (1993)
- If Angels Ate Apples (1993)
- The City Burned (1993)
- Into the Era of Cyberspace (1994)
- Ghosts (1995)
- Masque (1995)
- Willy in the Nano-Lab (1998)
- Christmas (after we all get time machines) (1999)
- Gulliver's Boots (2001)
- Ways to Tell if Your Cat Is a Space Alien (2001)
- A Glimpse of Splendor (2002)
- Illusion's Lure (2003)
- Galileo Flies Over Callisto and Finds Signs of a Magnetic Field (2004)
- Fireflies (2008)
- Landscape (2008)
- In '69 (2008)
- Small Conquerors (2009)